# 105 Brygada Okrętów Obrony Rejonu Wodnego
105 Brygada Okrętów Obrony Rejonu Wodnego (105 BOORW) – morski związek taktyczny Sił Zbrojnych Federacji Rosyjskiej w strukturach Floty Bałtyckiej.

## Struktura i okręty
| Okręty brygady w linii w 2008 |                |       |                 |
| Nazwa                         | Projekt        | Numer | Uwagi           |
| 109 dywizjon okrętów ZOP      |                |       |                 |
| MPK-99 Zelenodolsk            | projekt 1331   | 308   | w linii od 1987 |
| MPK-192                       | projekt 1331M  | 304   | w linii od 1986 |
| MPK-205 Kazanec               | projekt 1331M  | 311   | w linii od 1987 |
| Streguszczyj                  | projekt 2038.0 | 530   | w linii od 2008 |
| 22 dywizjon trałowców         |                |       |                 |
| BT-44                         | projekt 1265   | 563   | w linii od 1987 |
| BT-115                        | projekt 1265   | 561   | w linii od 1994 |